# Adenin
Adenin (řecky ἀδήν - aden - česky žláza, symbol A nebo Ade, dříve též vitamín B4) je heterocyklická sloučenina se sumárním vzorcem C5N5H5. Spolu s guaninem patří k dusíkatým bázím purinového typu. Má relativní molekulovou hmotnost 135,125.
Adenin je jednou z nukleových bází v DNA a RNA, spolu s cytosinem, guaninem, thyminem a uracilem. V DNA je komplementární s thyminem a v RNA s uracilem. Má tak důležitou funkci při syntéze proteinů.
Adenin je základem dalších sloučenin, které mají v živých organismech řadu důležitých rolí (například při buněčném dýchání). Mezi nejdůležitější patří energeticky bohatá sloučenina adenosintrifosfát (ATP), dále kofaktory nikotinamidadenindinukleotid (NAD), flavinadenindinukleotid (FAD) nebo koenzym A.

## Historie výzkumu adeninu

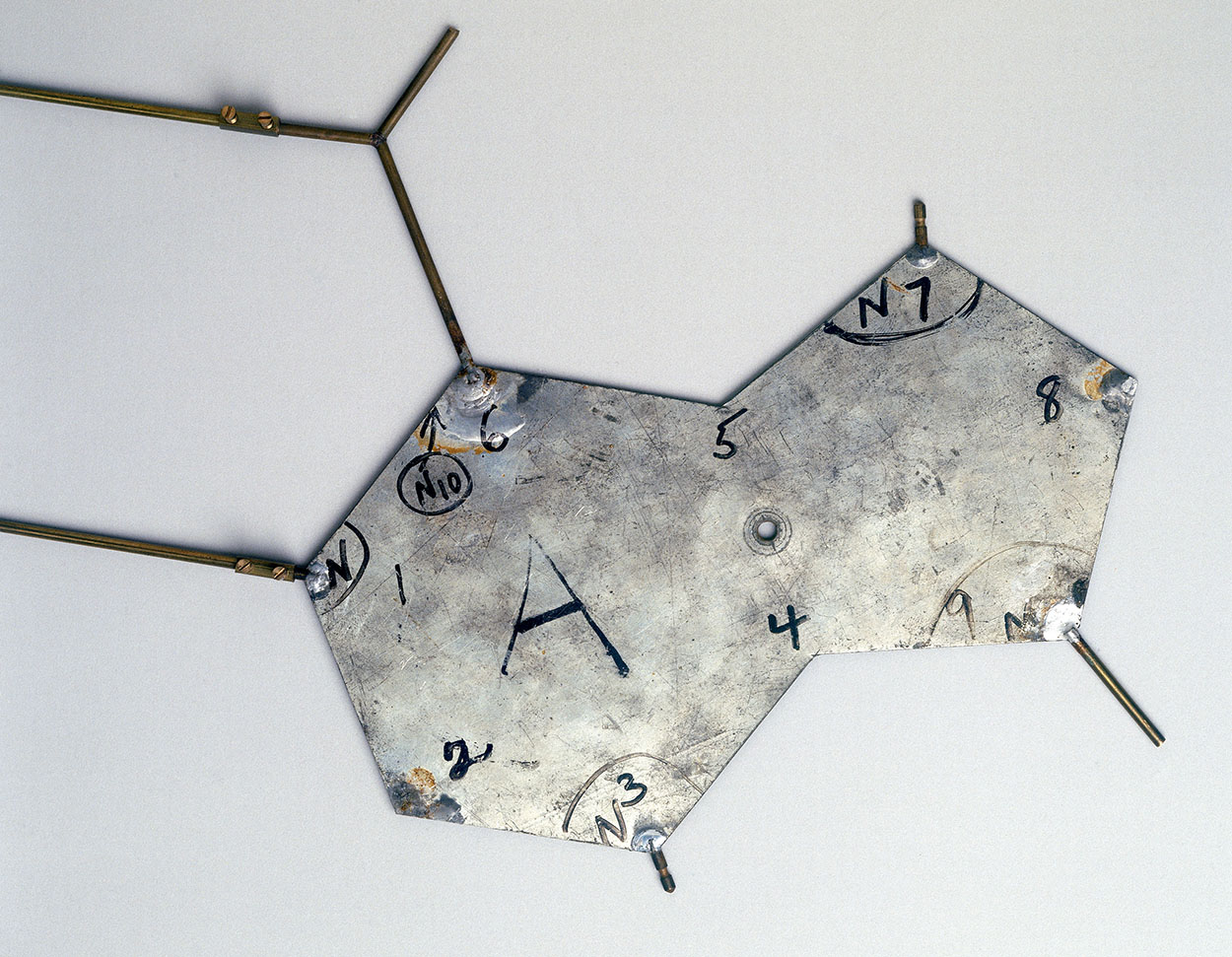
Model adeninu podle vědců Cricka a Watsona

- Model adeninu podle vědců Cricka a WatsonaV roce 1885 extrahoval Albrecht Kossel (nositel Nobelovy ceny) vzorek ze slinivky břišní, který nazval po řeckém ἀδήν - aden, česky žláza.
- V roce 1953 popsali vědci Crick a Watson molekulární model adeninu.
- Hermann Emil Fischer (1852 - 1919, nositel Nobelovy ceny) byl jedním z prvních vědců, kteří studovali adenin. Fischer syntetizoval cukry a určil jejich strukturu. Je podepsán i pod řadou jiných syntéz a objevů. Je také autorem Fischerovy projekce.
- V roce 1961 experimenty provedené vědcem Joan Oró ukázaly, že velké množství adeninu může být syntetizováno při polymeraci amoniaku (NH3) s pěti molekulami kyanovodíku (HCN) ve vodném roztoku. Tato reakce je předmětem zkoumání, neboť by mohla pomoct vysvětlit vznik života na Zemi.
- V roce 2011 zpráva založená na studiích NASA, která zkoumala meteority nalezené na Zemi, naznačila, že stavební bloky DNA a RNA (adenin, guanin a příbuzné organické molekuly) mohly být vytvořeny ve vesmíru mimo Zemi .
- Ve starší literatuře byl adenin také nazýván vitamín B4. Vzhledem k tomu, že je syntetizován v organismu a není nezbytné jej získat potravou, nesplňuje definici vitamínu a již není součástí komplexu vitaminů B. Vitamíny B2 (riboflavin) a B3 (niacin) se však vážou s adeninem za vzniku základních kofaktorů nikotinamidadenindinukleotid (NAD) a flavinadenindinukleotid (FAD).

## Metabolismus adeninu
Adenin je obvykle vytvářen v buňkách jako součást molekuly nukleotidu adenosinmonofosfátu (AMP) enzymatickou přeměnou z inositolmonofosfátu (IMP) činností enzymů adenylosukcinátsyntetázy a adenylosukcinátlyázy. Jedná se o jednu ze závěrečných reakcí biosyntézy purinů.
Degradace adeninu se opět odehrává přes nukleotidové deriváty. Ty jsou nejprve převedeny na adenosin a následně konvertovány adenosindeaminázou na inosin, posléze dalšími enzymy na hypoxantin, xantin a kyselinu močovou, která je vylučována močí.

## Sloučeniny obsahující adenin

### Nukleosidy
Nukleosidy se skládají z pětiuhlíkového sacharidu (ribózy nebo deoxyribózy) a z nukleové báze (ze skupiny purinů nebo pyrimidinů). Nukleosidy jsou základní molekulární stavební kameny nukleotidů, od kterých se liší tím, že neobsahují kyselinu fosforečnou.
Nukleosid adeninu se nazývá adenosin. Vzniká navázáním molekuly ribózy přes její atom C1 na atom N9 v molekule adeninu pomocí N-glykosidové vazby. Vznikají tak tři sloučeniny:
- při navázání na ribózu se vytvoří adenosin
- při navázání na deoxyribózu se vytvoří deoxyadenosin
- při navázání na arabinózu se vytvoří vidarabin

Adenosin
Deoxyadenosin
Vidarabin

### Nukleotidy
Nukleotidy se skládají z pětiuhlíkového sacharidu (ribózy nebo deoxyribózy), z nukleové báze (ze skupiny purinů nebo pyrimidinů) a jednoho nebo více zbytků kyseliny fosforečné. Pokud je kyselina fosforečná navázána na adenosin vznikají životně důležité sloučeniny:
- adenosinmonofosfát (AMP)
- cyklický adenosinmonofosfát (cAMP)
- adenosindifosfát (ADP)
- adenosintrifosfát (ATP)
- nikotinamidadenindinukleotid (NAD)
- flavinadenindinukleotid (FAD)

Adenosintrifosfát (ATP) hraje důležitou roli v energetickém metabolismu buňky:
- reakce ATP → ADP + P uvolňuje chemickou energii
- reakce ADP + P → ATP ukládá chemickou energii

Cyklický adenosinmonofosfát (cAMP) je velmi častým druhým poslem přenosu buněčného signálu. Pokud je kyselina fosforečná vázána na deoxyadenosin, vznikají dAMP; dADP; dATP
Nikotinamidadenindinukleotid (NAD) slouží jako koenzym pro přenos vodíku a podílí se tak na redoxních reakcích v buňce. Nikotinamid (pyridinový kruh) je oxidován nebo redukován, čímž dusík získává nebo ztrácí svůj kladný náboj. NAD tak existuje ve dvou formách - oxidovaná NAD+ a redukovaná forma NADH.

Flavinadenindinukleotid (FAD) je koenzym obsahující vitamín B2 (riboflavin) navázaný na adenosindifosfát (ADP). Od příbuzné sloučeniny flavinmononukleotidu (FMN) se liší přítomností adenosinmonofosfátu (AMP). Jako oxidačně-redoxně aktivní sloučenina je řazena mezi flavinové nukleotidy a je součástí mnoha proteinů - flavoproteinů. 

AMP
ADP
ATP
NAD+
FAD

### DNA a RNA
Adenin je jednou z nukleových bází v DNA a RNA, spolu s cytosinem, guaninem, thyminem a uracilem. V DNA je komplementární s thyminem a v RNA s uracilem. Adenin tak tvoří dvě vodíkové vazby s thyminem ve dvojité šroubovici DNA a dvě vodíkové vazby s uracilem ve šroubovici RNA. Má tak důležitou funkci jako nositel genetické informace a při syntéze bílkovin.

Pár adenin-thymin
Pár adenin-uracil

## Další příbuzné sloučeniny

1-methyladenin
2-methyladenin
6-methyladenin
N6-izopentenyladenin
2-aminopurin